# بخش مرکزی شهرستان تیران و کرون
بخش مرکزی شهرستان تیران و کرون یکی از بخش‌های تابع شهرستان تیران و کرون در استان اصفهان ایران است که از روستاهای بزرگ آن به روستای ورپشت می‌توان اشاره کرد.

## تقسیمات کشوری
- بخش مرکزی شهرستان تیران و کرون 
  - دهستان رضوانیه
  - دهستان ورپشت

شهرها: تیران ، رضوانشهر
از روستاهای بزرگ این شهرستان می‌توان به روستای بزرگ و شهید پرور ورپشت  اشاره کرد.

## جمعیت
براساس سرشماری عمومی نفوس و مسکن در سال ۱۳۹۵، جمعیت بخش مرکزی شهرستان تیران و کرون برابر با 111٫324 نفر بوده‌است.